# 伊礼肇
伊礼 肇（伊禮 肇、いれい / いれ はじめ、1893年（明治26年）10月15日 - 1976年（昭和51年）6月7日）は、沖縄県出身の日本の弁護士、政治家。衆議院議員。

## 経歴
沖縄県中頭郡北谷村字北谷（現北谷町）で、農家・伊礼昆正の三男として生まれる。沖縄県中学校、第七高等学校を経て、1919年7月、京都帝国大学法学部法律学科（独法）を卒業した。
同年に帰郷して沖縄県属となり地方課に配属。要請を受け1920年8月に北谷村長に就任。村政改革を進めたが保守勢力との対立を引き起こした。1923年11月に村長を辞して那覇に法律事務所を開設。1924年5月の第15回衆議院議員総選挙に憲政会の公認を受けて沖縄県から出馬したが落選。1928年2月の第16回総選挙で立憲民政党の公認を受け再出馬して当選。その後、1942年4月の第21回総選挙まで連続六回の当選を果たした。この間、第1次近衛内閣・拓務参与官、拓務省委員、大東亜省委員、砂糖価格形成専門委員、国民同盟総務などを務めた。
戦後は政界から引退し、沖縄軍用地諮問委員長、三和相互銀行頭取などを歴任した。

## 著作
- 『私は何故に民政党を脱党し国民同盟に参加したか』伊礼肇、1932年。
- 『興亜の先駆』郁文社、1939年。